# 新霍羅多克
47°21′54″N 31°32′18″E / 47.36500°N 31.53833°E
新霍羅多克（烏克蘭語：Новий Городок）是烏克蘭的村落，位於該國南部尼古拉耶夫州，由沃茲涅先斯克區負責管轄，面積1.13平方公里，2001年人口258，人口密度每平方公里228.3人。